# Luci Corneli Lèntul Crus
Luci Corneli Lèntul Crus (en llatí: Lucius Cornelius Lentulus Crus) va ser un magistrat romà del segle i aC. Era germà de Publi Corneli Lèntul Espinter, cònsol l'any 57 aC, i era de la família dels Cornelis Lèntuls, d'origen patrici. El seu pare, Publi, no ha estat satisfactòriament identificat, però sembla que el seu avi era Luci Corneli Lèntul, cònsol el 130 aC.
L'any 61 aC va ser el principal acusador de Publi Clodi Pulcre per haver violat els misteris de la Bona Dea. El 58 aC va ser pretor. Crus esperava que Pompeu protegiria Ciceró, però no va ser així.
L'any 51 aC no va ser elegit cònsol, perquè amb Gai Claudi Marcel, tot i la seva hostilitat a Juli Cèsar. En el seu consolat, l'any 49 aC, va començar la guerra civil, i va pretendre que els optimats agafessin les armes i s'enfrontessin a Cèsar, però no ho va aconseguir. Cèsar diu que el que volia en realitat era refer la seva fortuna i esdevenir un Sul·la; Ciceró, indirectament, dona suport a aquesta apreciació.
Les violentes mesures preses pel senat van fer passar els tribuns al bàndol de Cèsar a Ravenna. Lèntul va fugir de la ciutat quan Cèsar s'hi va acostar, i Ciceró el va veure a Fòrmies el 23 de gener del 48 aC, molt desmoralitzat; el dia 27 era a Càpua, lloc on finalment va acceptar les ofertes de Cèsar.
Lèntul va ser convocat per Luci Cassi Longí, que llavors era legat de Cèsar per tal que tornés a Roma, per portar els diners del tresor sagrat, cosa que no va fer. Mentrestant, Pompeu va reunir forces a la Pulla i va ordenar als cònsols d'unir-se a ell en aquesta regió deixant una guarnició a Càpua. Mentre Pompeu es retirava cap a Brundísium, Cèsar va enviar Balb a convèncer Lèntul de tornar a Roma, oferint-li una província, però el cònsol, amb el seu col·lega i les forces de què disposaven, va anar cap Il·líria, tot i que Ciceró ho va voler evitar i detenir-lo a Itàlia. Poc després, va aixecar dues legions més a l'Àsia en favor de Pompeu.
Quan els dos exèrcits van acampar prop de Dirràquium, Balb, entrant amb audàcia al campament de Pompeu, va intentar altre cop convèncer a Lèntul, però aquest va demanar un preu massa alt. Probablement, amb altres del seu partit, pensava que la causa de Cèsar estava perduda. Després de la batalla de Farsàlia va fugir amb Pompeu a Rodes, però els van denegar l'entrada. Amb alguns altres, Lèntul va fugir cap a Egipte i va arribar allà l'endemà de la mort de Pompeu. Va ser empresonat per orde de Ptolemeu XIII Filopàtor i executat poc després a la presó, en un intent d'aquest rei de congraciar-se amb Cèsar. Ciceró sempre li va tenir una certa consideració, en memòria del paper que va jugar contra Clodi.